# Liang Wenbo
Liang Wenbo, född 25 mars 1987, är en f.d kinesisk snookerspelare.

## Karriär
Enligt 2016/17 års rankning var han nummer 12 i världen (17 oktober 2016). Han vann sin första rankingturnering 2016 genom att besegra Judd Trump med 9-6 i finalen av English Open.

### Avstängd
Den 27 oktober 2022 avstängdes Liang Wenbo från att närvara vid alla officiella snookerturneringar organiserade av WPBSA, tills utredningen om anklagelsen för olämpligt uppträdande är klar.
Den 1 april 2022 avstängdes Liang Wenbo i fyra månader efter att ha erkänt ett misshandelsfall i hemmet i juli 2021.
Den 6 juni 2023 blev Wenbo avstängd på livstid efter åkt fast för matchfixning. Han fick dessutom 43000 pund i böter.

## Titlar
- English Open 2016
- 2 World Cup

## Privat
Liang har tidigare dömts till 12 månaders samhällstjänst och bötfällts med 1380 £ efter att ha erkänt sig skyldig vid Sheffield Magistrates Court. Liang fångades på CCTV när han slog och sparkade en kvinna i Sheffields centrum innan han drog ner henne till marken.